# Boița (gmina)
Boița – gmina w Rumunii, w okręgu Sybin. Obejmuje miejscowości Boița, Lazaret, Lotrioara i Paltin. W 2011 roku liczyła 1613 mieszkańców.